# (37288) 2000 YU121
2000 YU121 (asteroide 37288) é um asteroide da cintura principal. Possui uma excentricidade de 0.24845800 e uma inclinação de 12.00604º.
Este asteroide foi descoberto no dia 22 de dezembro de 2000 por NEAT em Haleakala.